# Жермил (Понте-да-Барка)
Жермил (порт. Germil) — район (фрегезия) в Португалии, входит в округ Виана-ду-Каштелу. Является составной частью муниципалитета Понте-да-Барка. По старому административному делению входил в провинцию Минью. Входит в экономико-статистический субрегион Минью-Лима, который входит в Северный регион. Население составляет 70 человек на 2001 год. Занимает площадь 13,73 км².